# The San Francisco Examiner
The San Francisco Examiner je san francisský bulvární deník, formátem tabloid, který je nepřetržitě vydáván od roku 1863. Noviny byly založeny jako Democratic Press, tedy pro demokratické, pro otrocké a proti Abrahamu Lincolnovi. V roce 1865 změnily název na Daily Examiner. Deník v roce 1880 zakoupil podnikatel George Hearst, který je v roce 1887, v době úpadku tohoto titulu, svěřil do správy svému třiadvacetiletému synu Williamu Randolphu Hearstovi. Pod jeho vedením noviny se deník stal známým, změnil se z večerníku na ranní tisk a William Hearst najal například Marka Twaina či Jakak Londona, aby přispívali svými texty.
The San Francisco Examiner je vydáván dodnes.